# ادواردز (کالیفرنیا)
ادواردز (به انگلیسی: Edwards) یک منطقهٔ مسکونی در ایالات متحده آمریکا است که در شهرستان کرن، کالیفرنیا واقع شده‌است. ادواردز ۷۱۸ متر بالاتر از سطح دریا قرار دارد.